# فيكتور سبيلمان
فيكتور سبيلمان(1866-1938) مفكر وصحفي فرنسي وقف في وجه آلة الاستعمار وحاربها بالفكر والصحافة نهاية القرن التاسع عشر وبداية القرن العشرين.

## وصوله إلى الجزائر
وصل فيكتور سبيلمان إلى الجزائر في عام 1877 وهو في سن الـ 11 من عمره وهو ابن أحد أبناء الألزاسيين الذين رفضوا أن يصبحوا ألماناً بعد ضم الألزاس. نجح والده في الحصول على قطعة أرض في برج بوعريريج. وفي عام 1897، تعرض ابنه الذي خلفه إلى الخراب وحُجزت أملاكه. ساعدت هذه التجربة العصيبة في جعله متمرداً. ومنذ ذلك الحين، كان عليه أن يخوض معركة مستمرة ضد ”الإدارة“، بل ضد النظام الاستعماري الذي أصبح يرى تدريجياً أنه يستغل الجزائريين ويضطهدهم أكثر فأكثر. ولكسب قوت يومه، عمل لفترة من الزمن إسكافيًا، ثم بائعًا، قبل أن ينتقل إلى الصحافة. ندد بلا هوادة بالاستعمار والبنوك ورؤوس البرجوازية الاستعمارية في نهاية القرن التاسع عشر وبداية القرن العشرين، خاصة في قسنطينة.
```
كان الدفاع عن الأوروبيين من الطبقة الدنيا يسير جنباً إلى جنب مع التنديد باليهود، وهو ما كان أساس 
أزمة الكريول
 ”الاستقلالية“ عام 1898: تم استغلال الاستياء الاجتماعي بشكل ديماغوجي من قبل ”حزب متطرف معادٍ لليهود“ كان رئيس بلدية 
قسنطينة
، 
إميل مورينو
، أبرز قادته. وفي أوروبا، كانت هناك معاداة شعبية للسامية مارسها أيضًا العديد من ”البيض الصغار“ في الجزائر: فقد كانوا يرون في ما يسمى بالأراضي الفرنسية أصحاب المتاجر والحرفيين اليهود، الذين كانوا فقراء جدًا بشكل عام، منافسين منحهم مرسوم كريميو (1870) الجنسية الفرنسية بشكل خاطئ. من دون إبعادهم عن شريعتهم الدينية، الشريعة الموسوية. والمقصود هنا ليس بدون إخراجهم من شريعتهم الدينية، الشريعة الموسوية، وجعلهم محكومين بالقانون المدني 
للجمهورية الفرنسية
. ولهذا السبب احتج الجزائريون اليهود على هذا القيد القانوني. أما بالنسبة للمسلمين، فقد كانت مسألة التخلي عن الأحوال الشخصية الإسلامية التي كانت شرطاً أساسياً للحصول على الجنسية الفرنسية من بين العقبات التي تعترض حصولهم على الجنسية الفرنسية.
```

في عام 1902، ومع ذلك، وبسبب استيائه من التسوية المتزايدة بين أعيان الحزب المعادي لليهود وأعيان البرجوازية الاستعمارية، فض سبيلمان شراكته السياسية معهم وكرس نفسه لمشاكل منطقته. فكتب مع عدد قليل من رفاقه في صحف محلية صغيرة مثل - L'Écho d'Ain Tagrout، Le Cri des Hauts Plateaux ، L'Avenir de Bordj Bou areredj
وفي الوقت نفسه كان ناشطاً سياسياً في أسلوب الاحتجاج والمساهمة في العديد من الأعمال الاجتماعية - اتحادات الفلاحين، المكتبات الشعبية، جمعيات المساعدة المتبادلة، دار الأيتام الشعبية، إلخ.

## مطلع القرن العشرين
أقام صداقة مع غاستون دي فولبيليير، وهو اشتراكي إنساني وتحرري وأممي اشتراكي وعالم آثار من القنطرة، ومدافع متحمس عن الجزائريين الفقراء في قرية القنطرة الحمراء الذين عاش بينهم. وفي أعقاب ذلك، وسع سبيلمان نشاطه بشكل متزايد للدفاع عن الجزائريين. ففي عام 1906، ساهم في جريدة ”لو كروسان-الهلال“ الجزائرية التي كان يصدرها فولبيلييه والي كانت جريدة "مطالب السكان الأصليين". وبهذه الطريقة، ساعد في تحفيز جهود الإصلاح التي قام بها الحاكم العام للجزائر، شارل جونارت، ودعم النائب البارز ”المحب للسكان الأصليين“ عن منطقة هوت مارن، ألبان روزيه. وقد ندد بقانون السكان الأصليين لعام 1887 الذي قنن التمييز، وندد بلا هوادة بتجاوزات الإدارة الاستعمارية التي كانت تضايق المعمرين الفقراء و”البروليتاريين الأصليين“، الذين كانوا بالنسبة له ضحايا نفس النظام الذي كان يحكمه كبار المعمرين والمصارف، في مقايضة مع بعض الباشاغات الذين تم استقطابهم وإدماجهم في النظام. في نهاية سنة 1910، أصبح سبيلمان مساهماً في جريدة ”الإسلام“ التي كان يصدرها صادق دندن، وهي أشهر الصحف الجزائرية الفتية.

## قبيل الحرب العالمية الأولى
من 1912 إلى حرب 1914، كان سبيلمان مراسل صحيفة ”لو كراي دو ألجيري“ التي كان يحررها فولبيليير في غرب قسنطينة. كان الانتقاد الرئيسي للصحيفة هو فرض الخدمة العسكرية الإجبارية على الجزائريين، التي فرضها مرسوم 31 يناير 1912. غير أنه، على عكس أصدقائه الجزائريين الشباب، لم يطالب بحق التصويت: فبالنسبة له، في مجتمع استعماري، فإن حق التصويت سيكون بمثابة استخفاف، ولن يؤدي إلا إلى تعزيز قبضة ”البرجوازية المحلية“ التي كان يمقتها. إلى جانب صديقه ديباخ، وهو أيضًا من الألزاس، حيثما وقعت حوادث بين المجندين يدلي سبيلمان بشهادته:
"وإذا كنا نحن سكان الألزاسيون نشكو من عمليات السلب والنهب التي نحن ضحاياها من جانب ألمانيا، فماذا يقول الوطنيون الوطنيون عن جزائرهم التي جردت بحجة العصيان من مئات الآلاف من الهكتارات من أجود الأراضي، ناهيك عن الغرامة الحربية [4]؟ في عام 1870، اكتفى الألمان بالغرامة وجزء من أراضينا. لهذا السبب أحتج على جميع المظالم التي يتعرضون لها. كيف تجدون أنه من الطبيعي، مع هذا السلب الإقليمي، أن يُستدعى أبناء الهنود الحمر للخدمة في الجيش لمدة ثلاث سنوات، بدلاً من سنتين مثلنا، وبدون تعويض من أي نوع؟ ضع نفسك مكانهم، ثم قل لي بصراحة ماذا كنت ستفعل بالسلاح الذي سيعهد به إليك غاصبك؟ يجب أن تكون أحمق حتى لا ترى إلى أين نحن ذاهبون. وإذا كنت أطالب بالتعويض، فليس ما أطلبه هو ورقة الاقتراع، لأننا نحن أنفسنا لسنا ناضجين بما فيه الكفاية لاستخدامها استخداماً مفيداً، بل تحريرهم مدنياً، حتى يهربوا من جلاديهم الإداريين." 
ندد سبيلمان دون كلل أو ملل بالمتاجرة التي كانت تتم نتيجة التجنيد الإجباري، والتي أثرت أعوان الإدارة وأعيان العائلات الجزائرية الكبيرة؛ وكذلك ناهبي الفلاحين الذين كانوا يتغذون من استعمار الأراضي، وشركائهم من مديري البلديات المختلطة وغيرهم من ”المساعدين من السكان الأصليين“. كانت لهجة صحيفة Le Cri de l'Algérie عنيفة ولاذعة ويائسة في كثير من الأحيان، وكانت أقرب إلى التنديد التحرري منها إلى الاشتراكيةالماركسية. ترسم المقالات، اللاذعة دائمًا والمضحكة أبدًا، صورة قاتمة لقسنطينة عشية الحرب العالمية الأولى.

## بعد الحرب العالمية الأولى
فقدنا أثر سبيلمان خلال الحرب، وبعد ذلك وجد نفسه قريبًا من مواقف الشيوعيين الجزائريين. وقد انضم إلى الحزب لفترة من الزمن، رغم أنه ظل دائما هامشيا بالنسبة له، قبل أن يغادره سنة 1925 وينضم رسميا إلى القسم الفرنسي للأممية العمالية الدولية للعمال SFIO. وقد قال عنه أحمد خبزي، المدرس الشيوعي الذي كان صديقا مقربا له: ”لقد كان متمردا أكثر من أن يقبل الانضباط، وفوضويا أكثر من أن يقبل سيداً.
أطلق اسم ”فيلا فرانسيسكو فيرير“ على البيت المتواضع للغاية الذي كان يعيش فيه مع زوجته هيلين بونينو في فرايس فالون، على منحدرات باب الواد، ”فيلا فرانسيسكو فيرير“، تيمناً بالفوضوي الكاتالوني الشهير والمناضل المناهض للاستعمار الذي قُتل بالرصاص في برشلونة عام 1909.
ومع ذلك فقد ساهم سبيلمان منذ 1921 فصاعدا في مجلة Lutte sociale التي أصبحت نشرة شيوعية بعد مؤتمر تور. وفي حين أن العديد من الشيوعيين لم يكونوا معادين لـ ”تطلعات الاستقلال الاستعماري“، إلا أن آخرين، مستلهمين بحركة فرع سيدي بلعباس (1922)، واصلوا استخدام الحجج الاستعمارية في الأساس ، للتمسك بالمواقف الاجتماعية الاستعمارية. وبتحريض من أستاذ التاريخ أندريه جوليان، الذي كان موفدا إلى الجزائر آنذاك، كان من المقرر أن يلعب سبيلمان دورا رئيسيا في دعم الملفات التي سعى إليها مؤرخ المغرب العربي الكبير المستقبلي، الذي عُرف فيما بعد باسم شارل أندريه جوليان (كان شيوعيا في ذلك الوقت)، بشغف شديد، من أجل مناقشة المواقف السياسية حول موضوع الاستعمار الحاسم. حققت مقالاته نجاحًا فوريًا. وعلى الرغم من - أو بفضل - أسلوبه الثقيل وأمثلته المكررة، كان سبيلمان بيداغوجياً. فقد حاول بعناد، مستعينا دائما بملفات دقيقة وأرقام كثيرة، أن يشرح بعناد كيف كانت فرنسا تنتهج سياسة مجحفة وتمييزية في الجزائر، وتجويع الشعب ”التافه“ (كذا) وإبقائه في حالة جهل. والجدير بالذكر أن الفضل في ذلك يرجع إليه في أنه كان هناك حوار في هذه الجريدة الشيوعية بين الشيوعيين والشيوعيين من جهة، وبين الشيوعيين والناطقين باسم الجزائر من جهة أخرى.وكانت صحيفة الأمير خالد - التي خلفت صحيفة الإسلام الطليعي - التي كان الأمير خالد قد انتقدها الأمير خالد لموقفها الفاتر من الثورة البلشفية، ولكن سبيلمان كان قد استطاع أن يجنبها المزيد والمزيد، فقد كان هذا الأخير صديقاً لخالد منذ زمن طويل، وأصبح متعاوناً معه سياسياً.
وكانت شركة واحدة هي التي تطبع جريدتي ”الإقدام“ و”لا لوت سوسيال“ . وقد اكتسب سبيلمان مكانة حقيقية كصلة وصل فرنسية جزائرية، وقد أطلق اسم الصلة على جريدته وعلى دار النشر التي أسسها في ذلك الوقت. وقد قال فيه فرحات عباس هذه الكلمات:
”نشر فيكتور سبيلمان جريدة ’لا تريبيون‘، ثم جريدة ’الاتحاد‘: "هذا الألزاسي الشجاع، الذي أستعيد ذكراه بتأثر، وهو مستوطن سابق في برج بوعريريج، أخذ على السلطات العمومية بعنف، وندد بقوة بمصادرة العرب وخرابها. لقد كان في بعض النواحي من أكثر المدافعين عن قضيتنا بسالة".

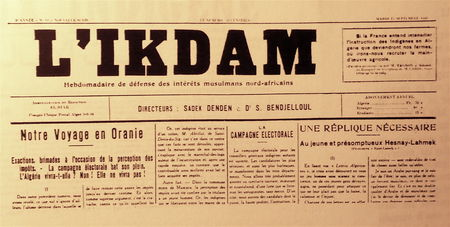
صحيفة الإقدام

توقف سبيلمان عن المساهمة في مجلة ”لا لوت سوسيال“ في صيف 1924، ربما عندما نأى بنفسه عن الحزب الشيوعي. ومع ذلك، فمنذ سنة 1919 وحتى نفي الأمير خالد في صيف 1923 - وحتى بعد ذلك، أثناء إبعاده إلى الإسكندرية - كرس معظم وقته لنضال هذا الأخير. والواقع أن الكثير من النصوص المكتوبة باللغة الفرنسية لحفيد الأمير عبد القادر قد كتبها سبيلمان في الواقع: فنثر خالد المكتوب باللغة الفرنسية يحتوي على موضوعات وخطوط قلم ونصوص مقطعة في فقرات قصيرة هي من سمات أسلوبه في الكتابة. أما نص المؤتمر الذي عقده خالد في باريس في 12 و19 يوليو 1924، أثناء عودته القصيرة إلى باريس بعد انتصار كارتل دي غوش، وهو المؤتمر الثاني الذي عقده تحت رعاية الاتحاد الشيوعي بين المستعمرات، فقد نشره الناشر الذي كان يرأسه في الجزائر العاصمة في دار النشر ”لو ترايت دي يونيفرسيون“. ونص هذا المؤتمر يحمل تشابها كبيرا مع العريضة التي أرسلها خالد في أبريل 1919 إلى الرئيس الأمريكي ويلسون للترافع عن القضية الجزائرية، ويمكن للمؤرخ أن يعتقد أن نص العريضة كان مستوحى إلى حد كبير من كتابات سبيلمان، إن لم يكن قد كتبها.
في صحيفة ”ليكدم“، واصل سبيلمان كتابة مقالاته التنديدية المعتادة. واعتبارًا من عام 1922 فصاعدًا، عندما أصبح خالد أكثر راديكالية، أعطاه الأمير المزيد والمزيد من رأيه. وكان بلا شك أكثر أتباعه ولاءً له، وقد شاعت شخصيته كزعيم ومرشد الشعب الجزائري المعادل للزعيم المصري سعد زغلول. وبعد نفيه لم يتوقف عن الهتاف: ”لن نتوقف عن الهتاف: "أعيدوا لنا أميرنا، زغلول باشا!" 
ومن منفاه في الشرق، حافظ خالد على علاقاته مع سبيلمان. وفي عام 1925، طلب من سبيلمان دراسة مشروع إنشاء صحيفة فرنسية عربية يومية في الجزائر العاصمة. وعلى الرغم من الجهود التي بذلها لجمع الأموال، إلا أن الصحيفة لم ترَ النور. ولم يستطع سبيلمان أن يواصل كفاحه إلا في جريدة الاتحاد التي أسسها بعد اختفاء جريدة ”لوجدان“ التي أعقبت القضاء السياسي على خالد، ولكن بدون الأمير، وبدون رفقة قلم الشيوعيين أيضا. وقد حاول - دون جدوى - أن ينشئ دائرة فرنسية - شمال إفريقية، دون أي إشارة إلى الجمهورية السوفياتية. وفي سنة 1930، نشر أول كتاب لفرحات عباس بعنوان ”Le Jeune Algérien“ عن دار النشر التي كان يملكها ”لو ترايت دي يونان“ (Le Trait d'Union)، والذي صدر في نفس الوقت في باريس عن دار نشر ”إديشنز دي لا بارك“.
في مقالات سبيلمان والعديد من كتيباته، لم يتم ذكر الجمهوريات السوفيتية أبدًا كرموز للعالم الجديد الذي انبثق عن الحرب العالمية الأولى. بل على العكس، ذُكرت تركيا والهند ومصر بكثرة... وباختصار، كان يميل إلى العالم الثالث أكثر من كونه شيوعيًا. أما مفرداته (”الأقنان“، ”الإقطاعيون“، ”حكم الأقلية“، ”الآفات“، إلخ) فهي تذكرنا بالشعبوية الثورية الفوضوية أكثر من الماركسية اللينينية. وقد كافح من أجل الحفاظ على نشر كتاب ”الاتحاد“ حتى عام 1928، على الرغم من الصعوبات المالية وتعاون فرحات عباس. وقد تعرض لفترة من الوقت للمضايقات وحتى السجن في سجن بربروس في عام 1925 بسبب آرائه السياسية المحاربة للأيقونات. ولكي يكسب قوت يومه ويدعم صحيفته ودار نشره، اضطر إلى مواصلة العمل كبائع. ساهم في جريدتي ”ديمان“ و”الجزائر الاشتراكية“ الاشتراكية. أما المنشورات الصغيرة التي كان يطبعها على حسابه الخاص للتعبير عن نفسه بحرية فقد كانت توزع بشكل سيئ وتباع بشكل سيئ. وأيدت رابطة حقوق الإنسان التي عقدت مؤتمرا بالجزائر العاصمة سنة 1930 اقتراحه بمنح الحقوق السياسية للجزائريين. وحاول أن يجعل من جريدة (الاتحاد) خلفا لها تحت عنوان (لا تريبيون) الجزائرية الأصلية، ولكنه فشل في إصدار أكثر من عشرين عددا في المجموع. وكان أعيان الجزائر العاصمة الذين كان يعتقد أن بإمكانه الاعتماد على دعمهم المالي قد أحجموا عن ذلك.
وعلاوة على ذلك، إذا كان قد توقف، فربما كان ذلك أيضا لأن آفاقه السياسية لم تكن واضحة. ومن المسلم به أن مشروعه السياسي لم يكن مشروع استعمار النظام الاستعماري؛ ولكن مزاجه كان مزاجيا أكثر من كونه سياسيا بالمعنى البناء للمصطلح. كان سبيلمان بالتأكيد من المناهضين للاستعمار، حتى وإن لم يكن مؤيداً للاستقلال بحزم، ولا ننسى أن اسماً كبيراً مثل فرحات عباس لم يكن كذلك في ذلك الوقت. ومع بدء تبلور الأحزاب والتنظيمات السياسية في الجزائر، بدا سبيلمان معزولاً بشكل متزايد وخارج الزمن. وعلى الرغم من أنه كان يحرك الناس، إلا أنه لم يؤسس حركة سياسية منظمة ومهيكلة. وعلى الرغم من أنه كان يقول الحقيقة، مثل كاساندرا، إلا أنه بالكاد كان يُستمع إليه.

## موقف الشيخ بن باديس وفرحات عباس منه

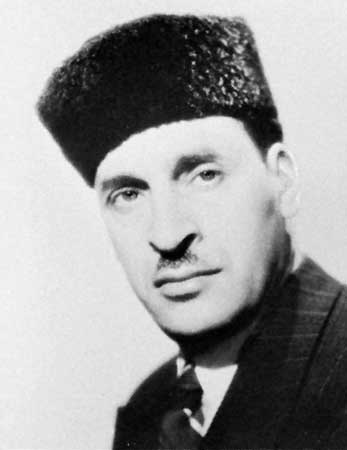
فرحات عباس

في عام 1936، أشاد بالجبهة الشعبية والمؤتمر الإسلامي، ولكن يبدو أنه لم يكن له دور كبير فيهما. صحيح أنه كان في السبعين من عمره، وكان قد بلغ السبعين من عمره، وكان قد أنهكه عمر طويل من القتال. فهل شرع في كتابة مذكراته التي أعلن عنها في سنة 1934 تحت عنوان ”نصف قرن من الحياة الجزائرية“ (1877 - 1934)؟ لا أحد يعرف ما إذا كان قد اشتغل عليها فعلا في سياق يائس من فشل الجبهة الشعبية ومشروع فيوليت والمؤتمر الإسلامي. على أي حال، لم يُنشر العمل أبدًا. عندما توفي سنة 1938، حسب بعض المصادر، أوصى فرحات عباس بأرشيفه ومكتبته ونضالاته السابقة. كان بيته الصغير في فرايس فالون مكتبة ضخمة عن الجزائر، وكان قبوه يفيض بالمحفوظات التي جمعها على مدى نصف قرن، وهذا صحيح. وقد أشيد به في نعي مؤثر في ”الشهاب“ من قبل الشيخ عبد الحميد بن باديس، بوصفه ”ملاك الشعب الجزائري“. وفي مطلع سنة 1954 أشاد فرحات عباس في كتابه ”الجمهورية الجزائرية“ (La République algérienne) بـ ”أحد المناضلين الأوائل من أجل الاعتراف بالشخصية الجزائرية“، وهو ”صاحب البيان الشعبي الجزائري“ الذي لم يكن معروفاً كثيراً، والذي كان في الواقع قد تناول العديد من المواضيع التي كان سبيلمان يعتز بها.

## شخصيته
إجمالًا، تُظهر شخصية فيكتور سبيلمان أن الاستعمار كان، كما كتب جان بول سارتر، نظامًا. فبينما كان له تأثير إقامة حاجز من التمييز والعنصرية بين البشر - الجزائريين المستعمرين والكريول المستعمرين - كان هناك أيضًا بشر من كلا الجانبين يريدون كسر الحاجز والتطلع إلى مستقبل مشترك من الأخوة: لم يكن النزاع الذي أنتجه الاستعمار في جوهره نزاعًا فرنسيًا جزائريًا، حتى وإن كان يمكن أن يأخذ هذا الجانب المبسط. ومع ذلك، فإن المنطق الذي كان يعمل في التاريخ أدى في النهاية إلى ما حدث، كما نعرفه اليوم. يجب على المؤرخ أيضا أن يستحضر بصدق كل هؤلاء الغرباء، كل هؤلاء الشواذ، كل هذه القوى التي حاولت أن تعطي حلا سياسيا عادلا لما كان سيؤدي إلى واحدة من أكثر حروب التحرير ضد الاستعمار إيلاما، وذلك فقط من أجل التعريف بما كان، في تاريخ الجزائر المستعمَرة، لوحة كاملة متعددة الألوان من التنوع التاريخي، الذي لا يمكن اختزاله في هذه الثنائيات الواضحة المعالم، والمحفوفة بالكثير من هذه التبسيطيات التي، من أجل توفير القوت الوفير للعديد من القوى المتصارعة والتذكارات المتضاربة، يجب أن تكون بغيضة بشكل واضح إلى حد كبير بالنسبة لأخلاقيات المؤرخ.

## مؤلفات
- ”نصف قرن من الحياة الجزائرية“ (1877 - 1934)
- Une page d'histoire algérienne et la Question indigène en 1922, Alger, Impr. du prolétariat, 1922, 22 p. (BNF 34136028) ; rééd. 1930 (BNF 34136029).
- La Question indigène en Algérie, vol. II : Critiques et commentaires de l'étude du problème de l'entente et de la coopération des races, Alger, Impr. du prolétariat, 1923, 26 p. (BNF 31393744).
- Les Grands domaines nord-africains : Comment et pourquoi on colonise, Alger, Éditions du Trait-d'union, 1928, 112 p. (BNF 31393742).
- Colonisation et question indigène en Algérie, Alger, Impr. du prolétariat, 1930, 22 p. (BNF 31393738) :
- Ire partie : Critique du rapport Vallet sur la colonisation de 1830 à 1921.
- IIe partie : Les terrains Arch, commentaires sur le rapport Mercier Vallet.
- Documentaire : Les événements de Palestine vus par un Nord-Africain, Alger, Éditions du Trait-d'union, 1930, 112 p. (BNF 31393739).
- En Algérie : Le centenaire au point de vue indigène, Alger, Éditions du Trait-d'union, 29 décembre 1930, 31 p. (BNF 34136237, lire en ligne [archive]).
- L'Expropriation des Ouled-Dieb par M. Barris du Penher, vice-président du Conseil supérieur de l'Algérie, Alger, Éditions du Trait-d'union, 1930, 23 p. (BNF 32642326).
- La tribu des Hachem : Expropriation de 50.000 hectares de terre ou Un aspect de la propriété indigène, Paris, Groupe de propagande par la brochure, coll. « La Brochure mensuelle » (no 108), 1931, 25 p. (BNF 35952839, lire en ligne [archive]).
- Les Grands problèmes algériens : Le droit à la cité algérienne, Alger, Éditions du Trait-d'union, 1934, 32 p. (BNF 31393743).
- Les Événements de Constantine et le problème indigène algérien, Alger, Éditions du Trait-d'union, 1935, 56 p. (BNF 31393741).
- L'Émir Khaled, son action politique et sociale en Algérie de 1920 à 1923 : Un aspect de la question indigène algérienne, Alger, Éditions du Trait-d'union, 1938, 34 p..